# Distrito de Baños del Inca
El distrito de Los Baños del Inca es uno de los doce que conforman la provincia de Cajamarca  ubicada en el departamento de Cajamarca en el Norte del Perú.
El distrito es conocido por sus aguas termales. Se encuentra a 6 km de la ciudad de Cajamarca.
Desde el punto de vista jerárquico de la Iglesia católica forma parte de la Diócesis de Cajamarca la cual a su vez, pertenece a la Arquidiócesis de Trujillo.

## Historia

### Conquista española
El balneario de Pultumarka fue el lugar donde Atahualpa se tomaba un baño mientras Francisco Pizarro planeaba la conquista del Tahuantinsuyo, envió a algunos de sus representantes para invitar al inca a una cena. Éste aceptó para el día siguiente. La captura del inca se dio en la ciudad de Cajamarca

### Época Colonial
En 1559, Fray Mateo de Jumilla construyó la primera capilla en homenaje a Nuestra Señora de la Natividad, a cuya protección entregó el actual Baños del Inca, instaurándose su Fiesta Patronal el 8 de septiembre de cada año, conocida como la Fiesta de los Huanchacos. En 1946, por su mal estado de conservación, la capilla fue demolida y en su lugar se construyó la actual piscina Municipal.
En 1615 visitó los Baños del Inca el Carmelita Antonio Vásquez Espinoza. Con referencia a los Baños del Inca, manifiesta su admiración por las fuentes termales, indicando que (El Tragadero) está “a la distancia de un tiro de arcabuz, hay una laguna de agua caliente, en la cual los naturales (y se dice por muy cierto) enterraron valiosos tesoros de oro y plata para evitar que cayeran en poder de los conquistadores.
Precisamente entre 1782-1784, el obispo de Trujillo, Baltasar Jaime Martínez de Compañón y Bujanda visitó a Baños del Inca, quedando sorprendido por sus aguas termales y evocando con nostalgia la grandeza del antiguo reino. Sus acuarelas son invalorables para el conocimiento de todo el norte del Perú.Alexander Von Humboldt llegó a Cajamarca en septiembre de 1802. Al observar el valle de Cajamarca quedó maravillado de tanta belleza anotando que en lejanos tiempos geológicos el valle fue el lecho de un lago que se desaguó por el sureste, a través del río Cajamarca a la altura de Huayrapongo. En los Baños del Inca observa las ruinas incaicas y las formaciones geológicas, planteando el origen volcánico de las fuentes termales, su composición química y sus propiedades curativas.

### Época republicana
En la década de los cincuenta del siglo pasado, los Baños del Inca dejó de ser una urbanización para convertirse en un Distrito; mediante el dictado de un Decreto Supremo del gobierno de  Don Manuel Prado.
El distrito fue creado mediante Ley N° 13251 del 7 de septiembre de 1959, en el segundo gobierno de Manuel Prado Ugarteche.

## Ubicación
Se encuentra a 2515 m s. n. m. Además se encuentra circundado por el río Chonta, el cual se une al río Mashcon en la localidad de Huayrapongo y forman el río Cajamarquino. Éste a su vez es afluente del río Crisnejas (Tributario del Río Marañón).

## Demografía
Tiene una población de 35 000 habitantes en la zona urbana, siendo uno de los distritos más grandes y más poblados de toda la región, incluso logrando superar a muchas ciudades capitales de provincias del departamento de Cajamarca, solamente siendo superado por la ciudad de Cajamarca (con la cual se encuentra parcialmente conurbado), Jaén, Chota, Celendín y Cajabamba.
Junto a Chetilla y la comunidad de Porcón en el distrito de Cajamarca, el distrito de Baños del Inca fue un área tradicionalmente quechua hablante. Sin embargo, el quechua cajamarquino está en retroceso frente al español y ya casi ha desaparecido en este distrito.

## Turismo
El balneario de aguas termales está ubicado a 6 kilómetros de Cajamarca con temperaturas que llegan hasta los 79 °C. Por el confort de sus establecimientos y propiedades curativas de sus fuentes son considerados como los más importantes del continente, tanto por la bondad de sus aguas, como por el trasfondo histórico que representan, pues allí se aseaba y relajaba tanto Pachacútec a su paso conquistador, como Túpac Yupanqui y sus hijos Huáscar y Atahualpa; siendo este último el anfitrión de Francisco Pizarro cuando fue conquistada Cajamarca en el año 1532. 
Presenta también una gran laguna artificial donde se aprecia la crianza y pesca de tilapias que han sido adaptadas y criadas para el consumo humano. 
Los famosos "Perolitos" se encuentran separados en grupos, los que se encuentran en el moderno Complejo Turístico de Baños del Inca, que presta servicios tanto para turistas extranjeros como nacionales. 
Además cuenta con diversos atractivos arqueológicos como las pinturas Rupestres de Callaqpuma a 2 km de Baños del Inca, en la carretera hacia el distrito de Llacanora, el cual tiene más de 3000 años de antigüedad, evidenciándose representaciones antropomorfas de actividades cotidianas del habitante norandino.
El distrito de Baños del Inca cuenta con infraestructura hotelera de primera línea, la más amplia y desarrollada del departamento de Cajamarca, contando con Hoteles de hasta 5 estrellas como el Hotel Laguna Seca y el Hotel Las Lomas.
La calidad de vida de sus pobladores y el índice de desarrollo humano logrado por este distrito es muy superior al de otras ciudades del departamento como Jaén y Chota, siendo solamente superado por Cajamarca.
Recientemente fue elegido como la primera maravilla del Perú en un concurso llevado a cabo por cerca de 35 millones de votantes a nivel nacional e internacional. Es considerado como "El SPA de América Latina".

## Festividades principales
- Carnaval de Cajamarca (febrero-marzo) esta celebración tiene fecha variable iniciando días antes del miércoles de Ceniza y terminando el domingo posterior a este día.
- Fiesta de Huanchaco, 8 de septiembre, celebración en honor a la Virgen de la Natividad.

## Transporte y comunicaciones
- Vía Aérea: El Aeropuerto Mayor General FAP Armando Revoredo Iglesias, se encuentra parcialmente dentro del territorio distrital a 2617 m s. n. m., a 3 km la ciudad de Cajamarca, cuenta con una moderna y amplia pista de 2650 metros, con servicio diario de vuelos de compañías como: LAN Perú, Star Perú, Peruvian Airlines  y Viva Air.

- Vía Terrestre: El distrito se une a la ciudad de Cajamarca a través de la avenida Atahualpa, una moderna autopista de aproximadamente 5 km que cuenta con dos calzadas de tránsito, una ciclovía y una vía peatonal. Además cuenta con vías asfaltadas hacia el centro poblado de Otuzco, los distritos de Encañada y Llacanora y las provincias de Celendín, San Marcos y Cajabamba; además de un red interna de vías afirmadas y caminos rurales.

- Telecomunicaciones: Se encuentra desarrollada una amplia red de telecomunicaciones en el distrito (servicio de televisión por cable y satelital e Internet) que lo ubican a la punta luego de la ciudad de Cajamarca.

## Autoridades

### Municipales
- 2023-2026
  - Alcalde: Jaime Mantilla Silva
- 2019-2022
  - Alcalde: Edilberto Aguilar Flores
- 2015-2018
  - Alcalde: Teodoro Palomino Ríos, de Propuesta Vecinal.
- 2011-2014[5]
  - Alcalde: Jesús Julca Díaz, del Movimiento Bañosinos En Acción (BEA).
  - Regidores: Juan Antonio Sánchez Rudas (BEA), Julio César Mendoza Huamán (BEA), Vicente Díaz Gutiérrez (BEA), Julio Ramírez Mantilla (BEA), Flor Margarita Ilman Heras (BEA), Walter Ramírez Requelme (FIR), Fernando Chuquiruna Gallardo (Fuerza Social).
- 2007-2010
  - Alcalde: Santos Julio Dávila Silva.
- 2003-2006
  - Alcalde: José Pajares Abanto.

## Festividades
- Fiesta de Huanchaco
- Virgen del Rosario.

## Galería

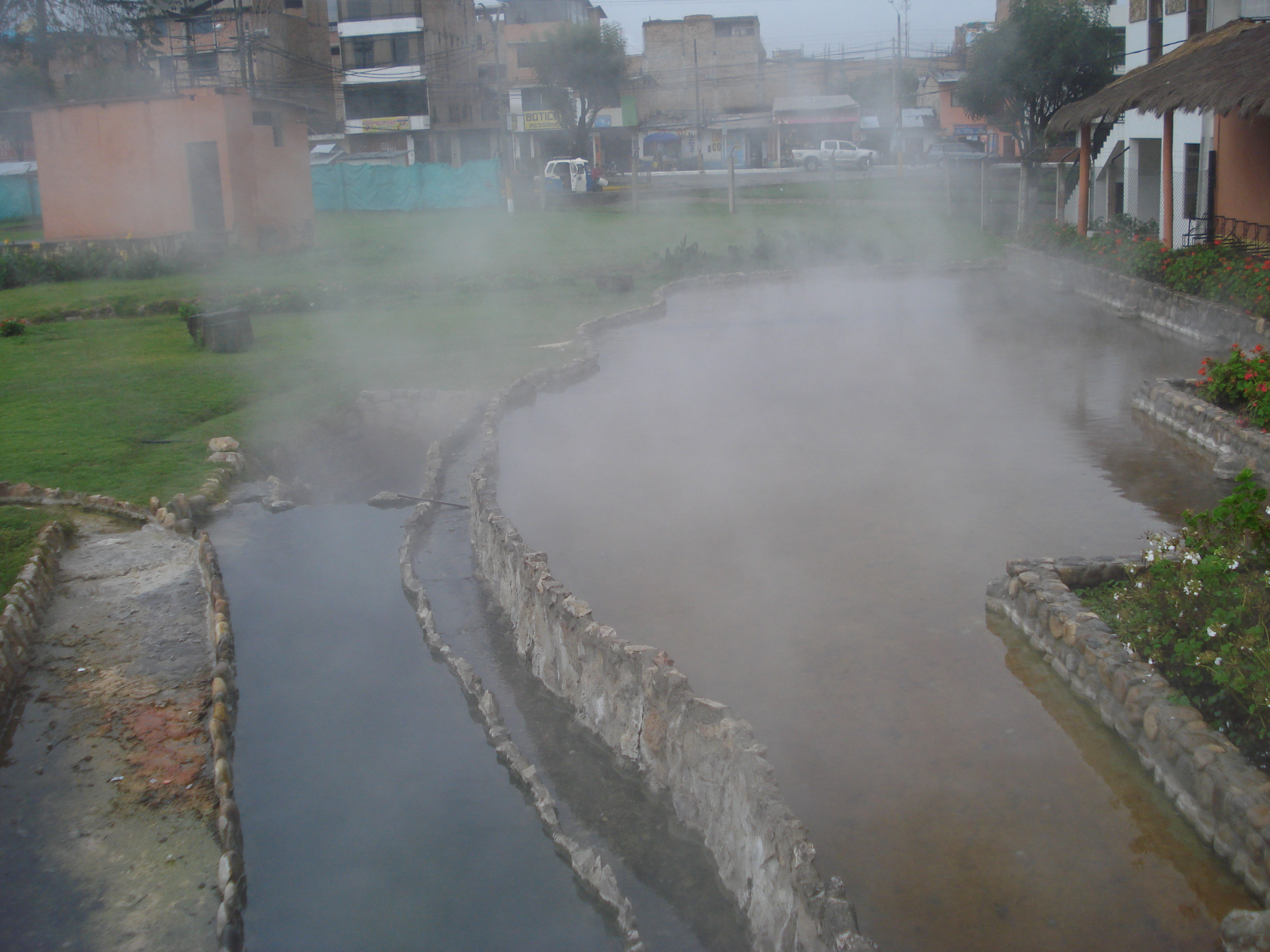
Posas turísticas
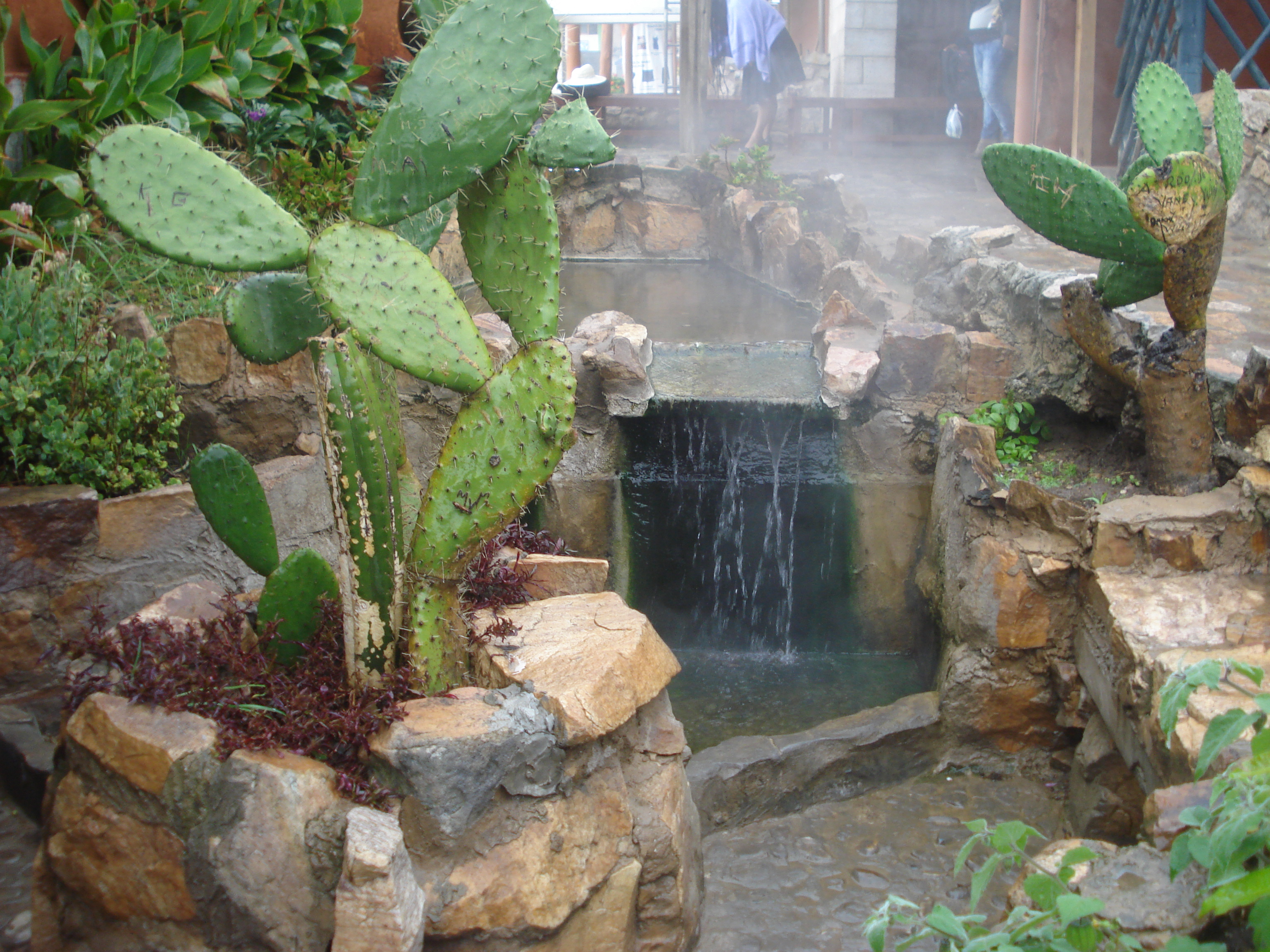
Dentro del complejo turístico
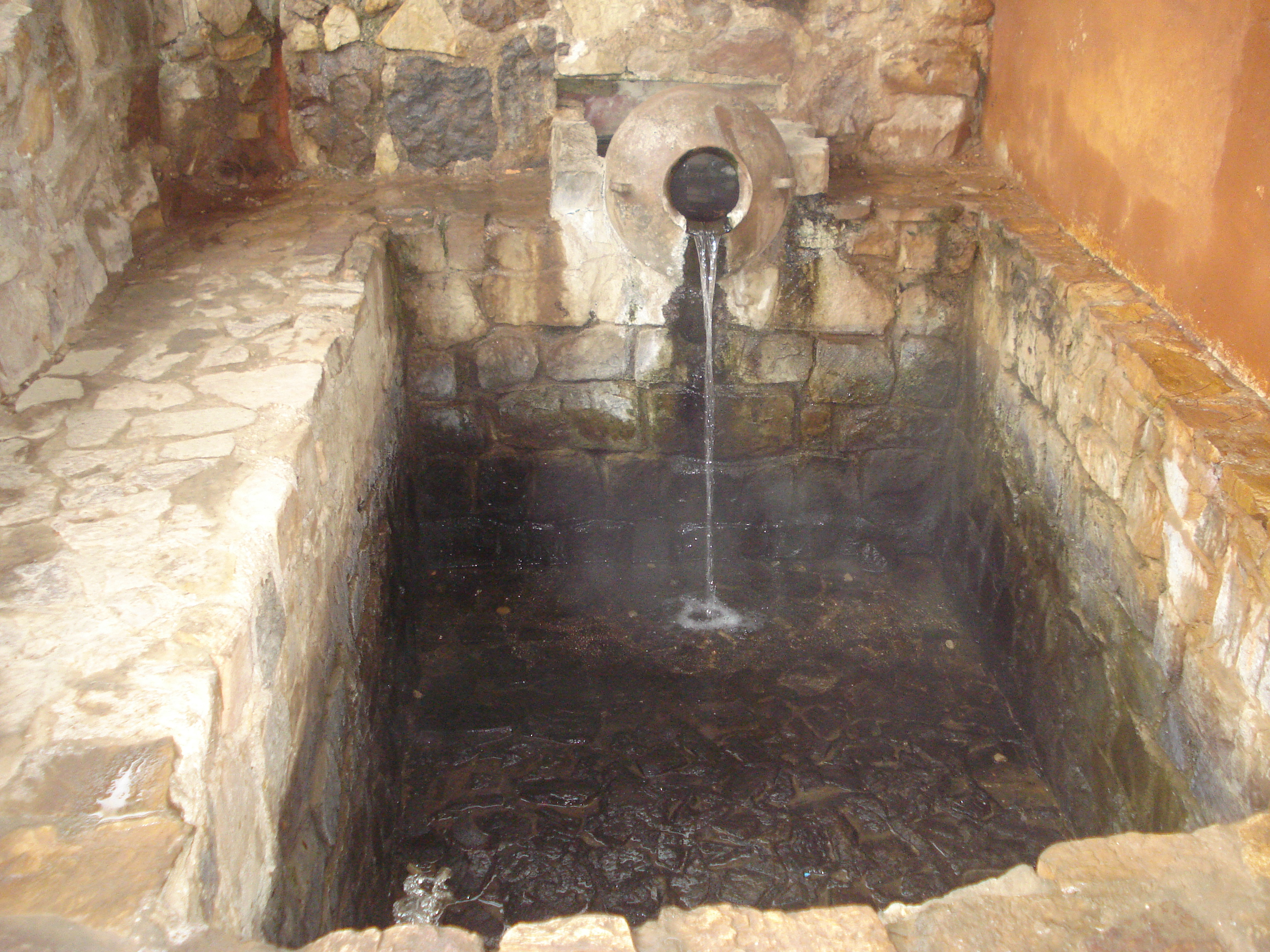
Agua termal
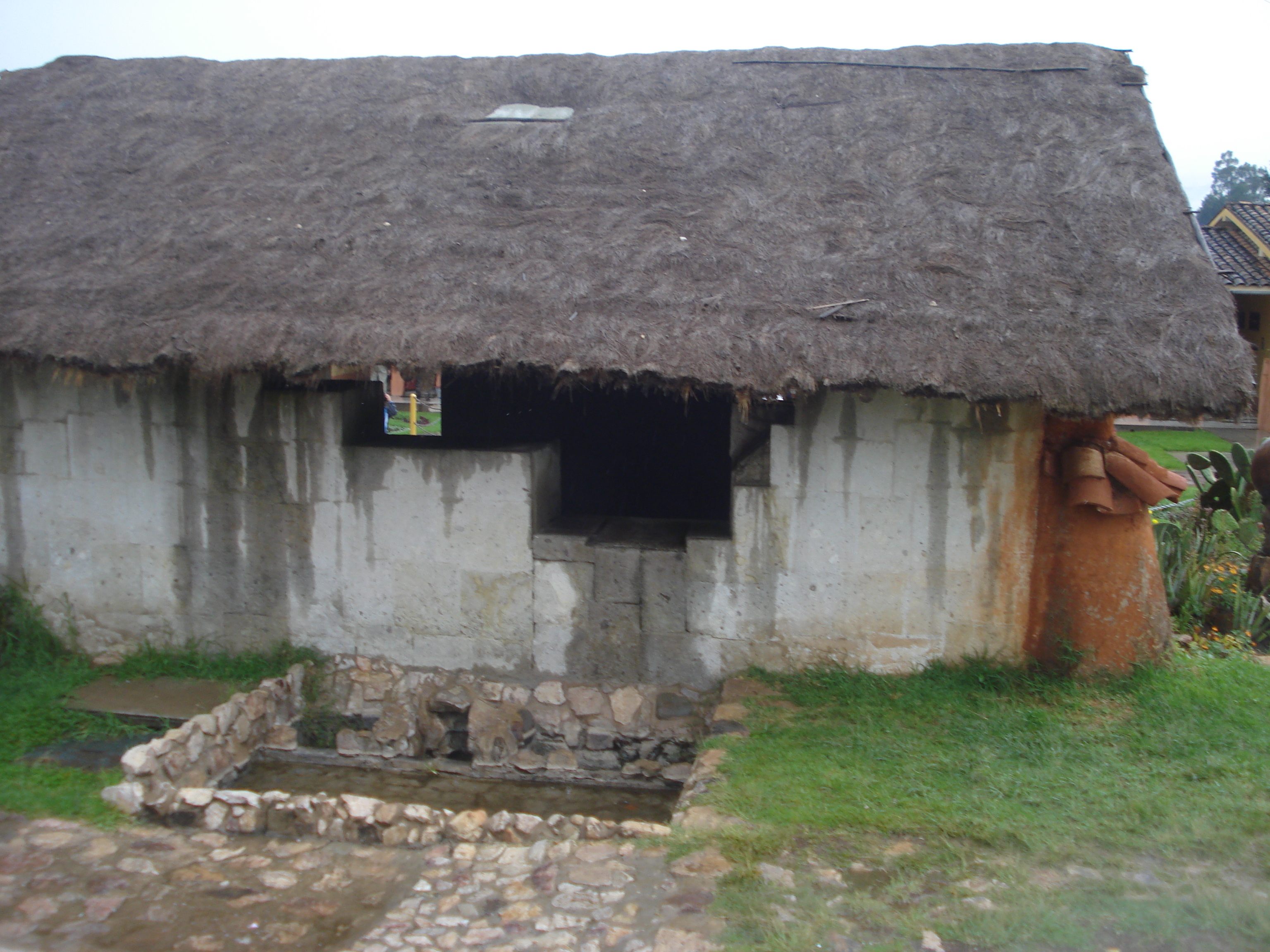
Vista anterior de la posa del inca en el complejo turístico de Baños del Inca
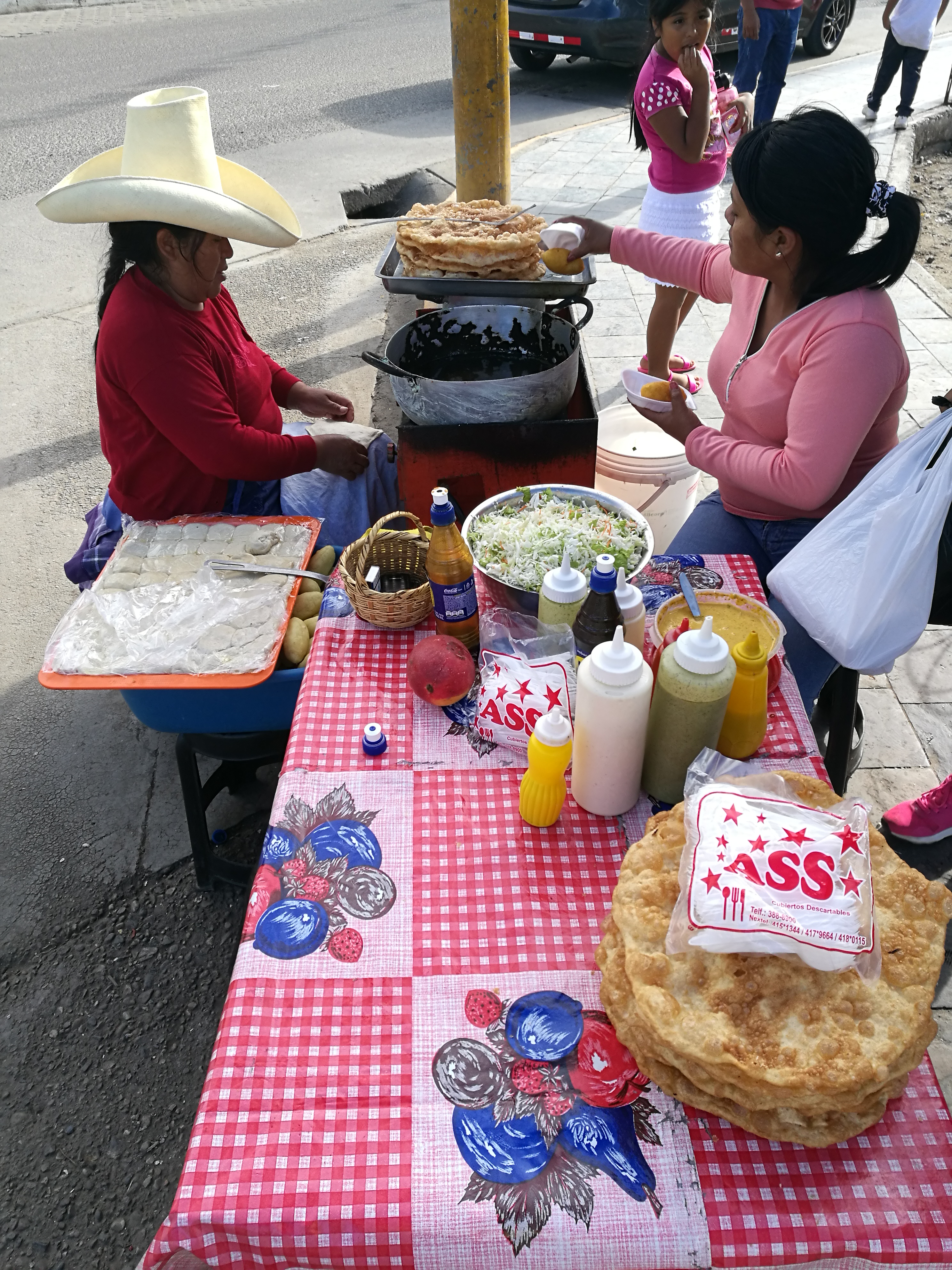
Vendedora ambulante en Los Baños del Inca
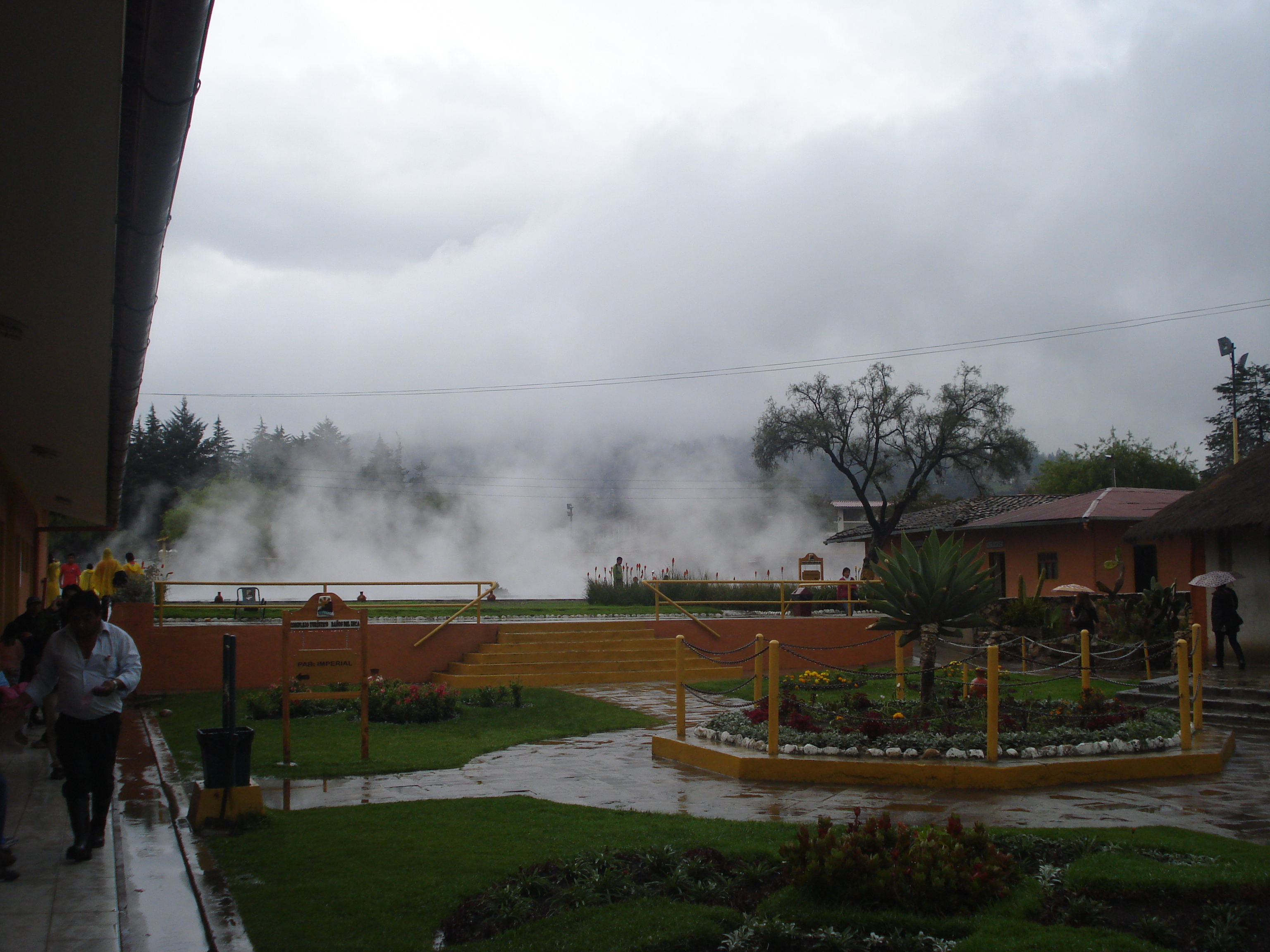
Ruinas de los antiguos baños del Inca
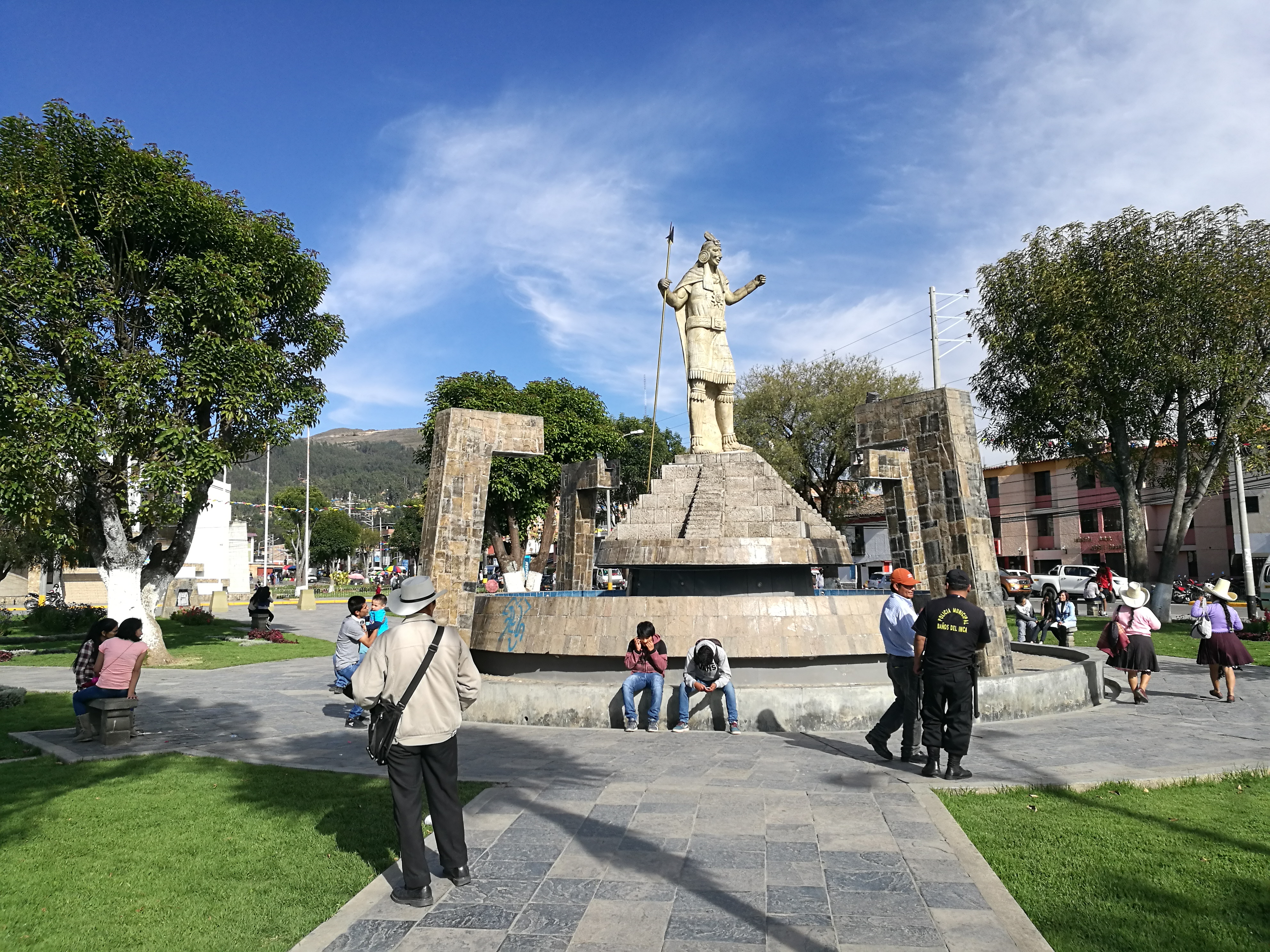
Estatua de Atahualpa en la plaza de los Baños del Inca
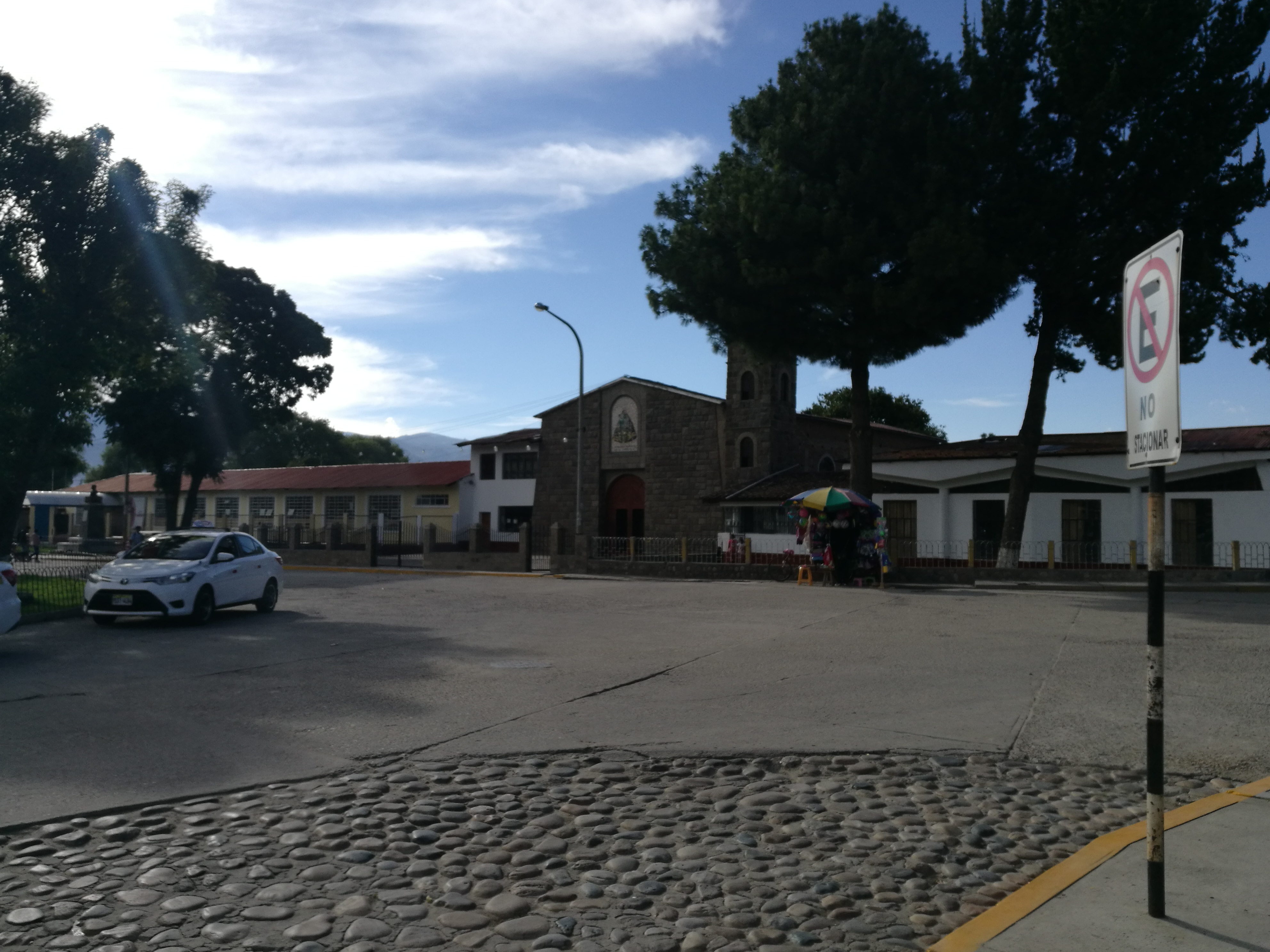
Iglesia Nuestra señora de la Natividad de los Baños del Inca
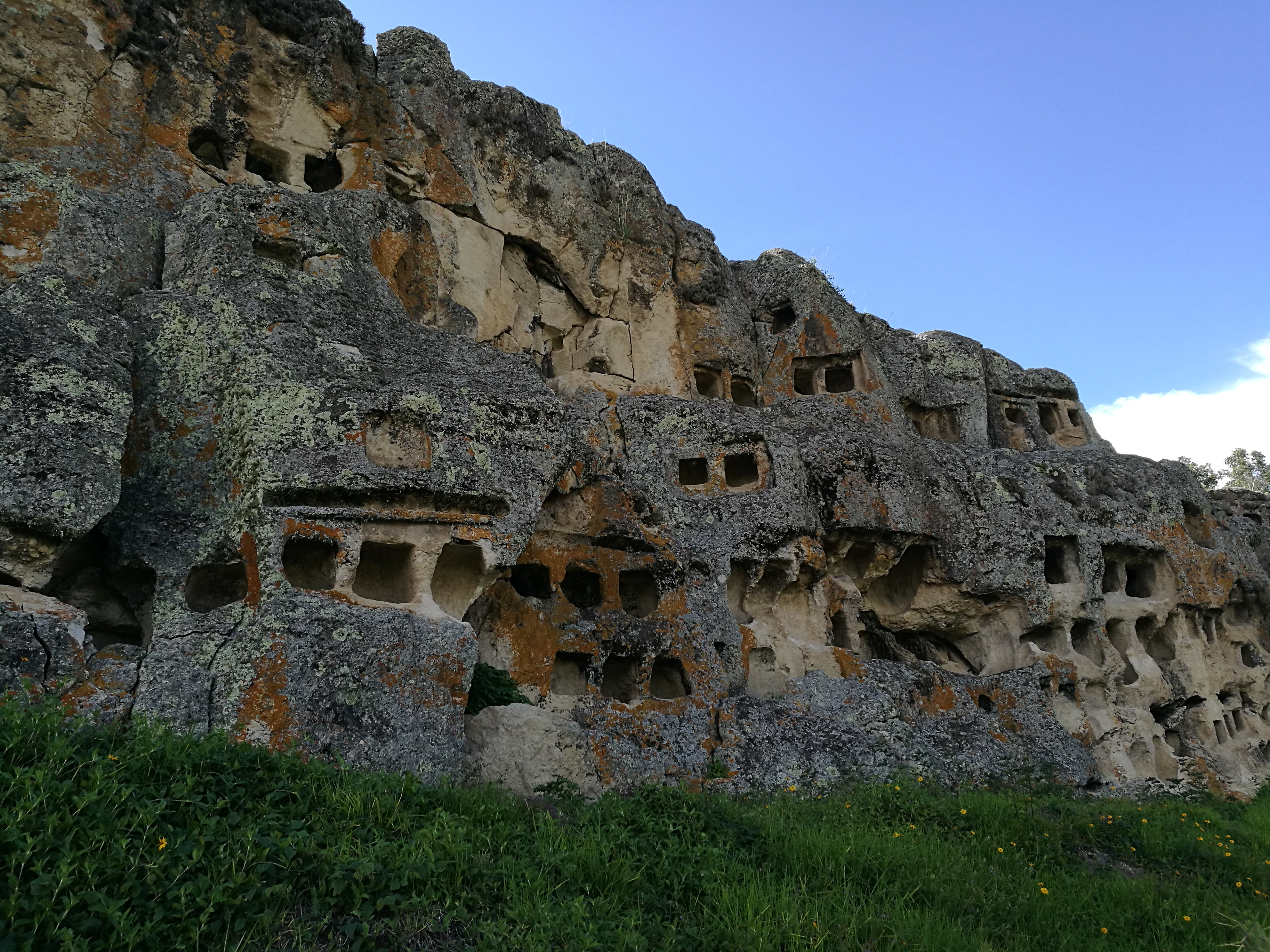
Las Ventanillas de Otuzco
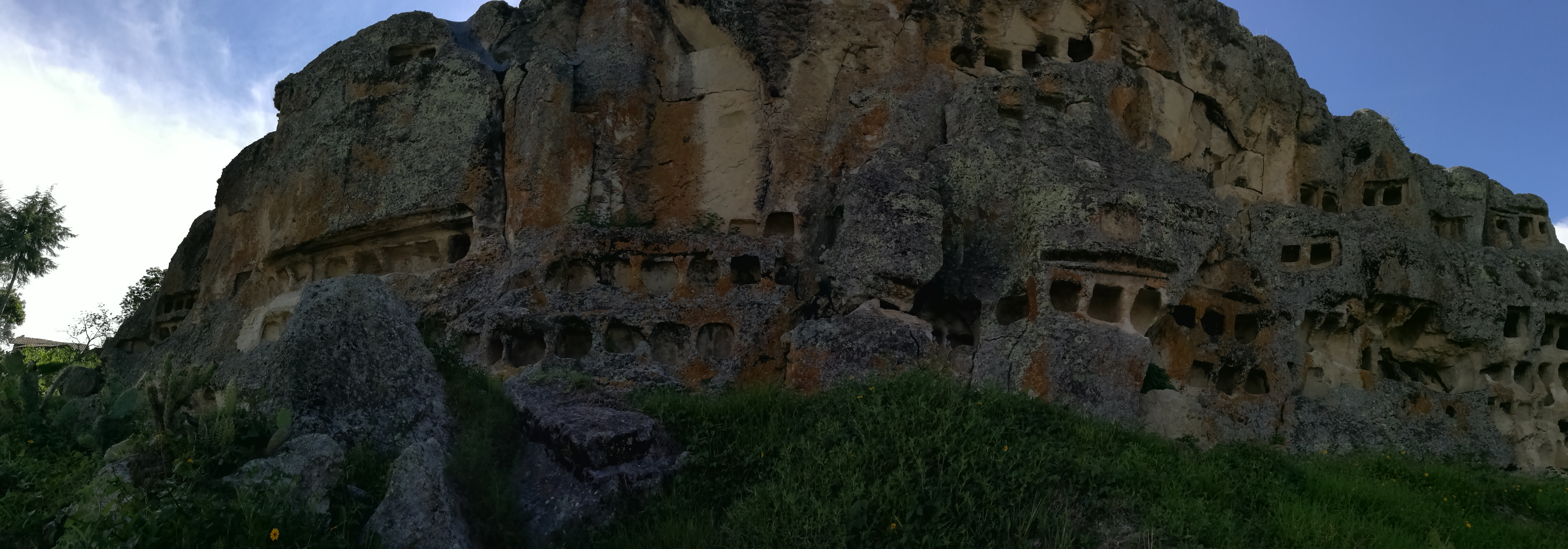
Las Ventanillas de Otuzco
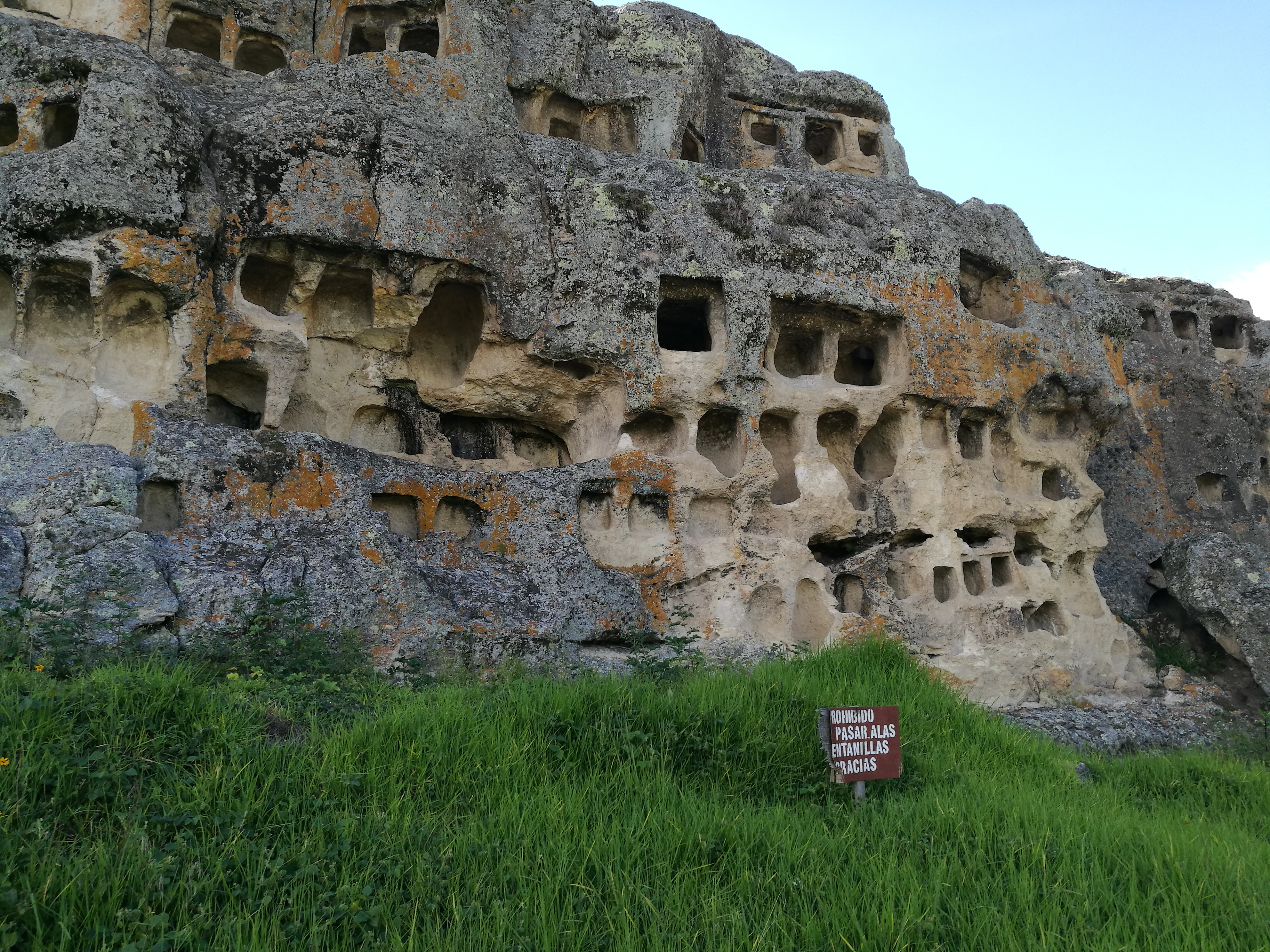
Las Ventanillas de Otuzco

## Ciudades Hermanas
- Atizapán de Zaragoza, México[6]